# Livre des bouillons
Le Livre des bouillons est un cartulaire manuscrit remarquable des archives de l'ancienne Jurade bordelaise. Commencé au XVe siècle, il est achevé au début du XVIe siècle. Appartenant au fonds d'archives de la Ville de Bordeaux, il est conservé, sous la cote Bordeaux AA 1, aux  Archives de Bordeaux Métropole dont il est une des pièces les plus précieuses.

## Description
Orné d'initiales peintes et illustrées, il contient la majeure partie des chartes de la ville de Bordeaux et des privilèges octroyés aux Bordelais par les ducs d'Aquitaine (et rois d'Angleterre) du XIIIe siècle au XVe siècle. 
Le terme de « bouillon » vient du latin bulla et désigne les gros clous de cuivre qui ornent sa couverture et en protègent le cuir. 
Il porte encore la chaîne de fer qui l'attachait à la table de la chambre des Privilèges (salle du Trésor de la Ville, où étaient conservées ses archives) où seuls les jurats et les archivistes pouvaient, à l'origine, le consulter.

## Éditions
- Livre des Bouillons. Manuscrit sur vélin, XVe – XVIe siècles, 156 f°, 45x28 cm, cote : Bordeaux AA 1
- Livre des Bouillons, Archives municipales de Bordeaux, Bordeaux, impr. G. Gounouilhou, 1867.

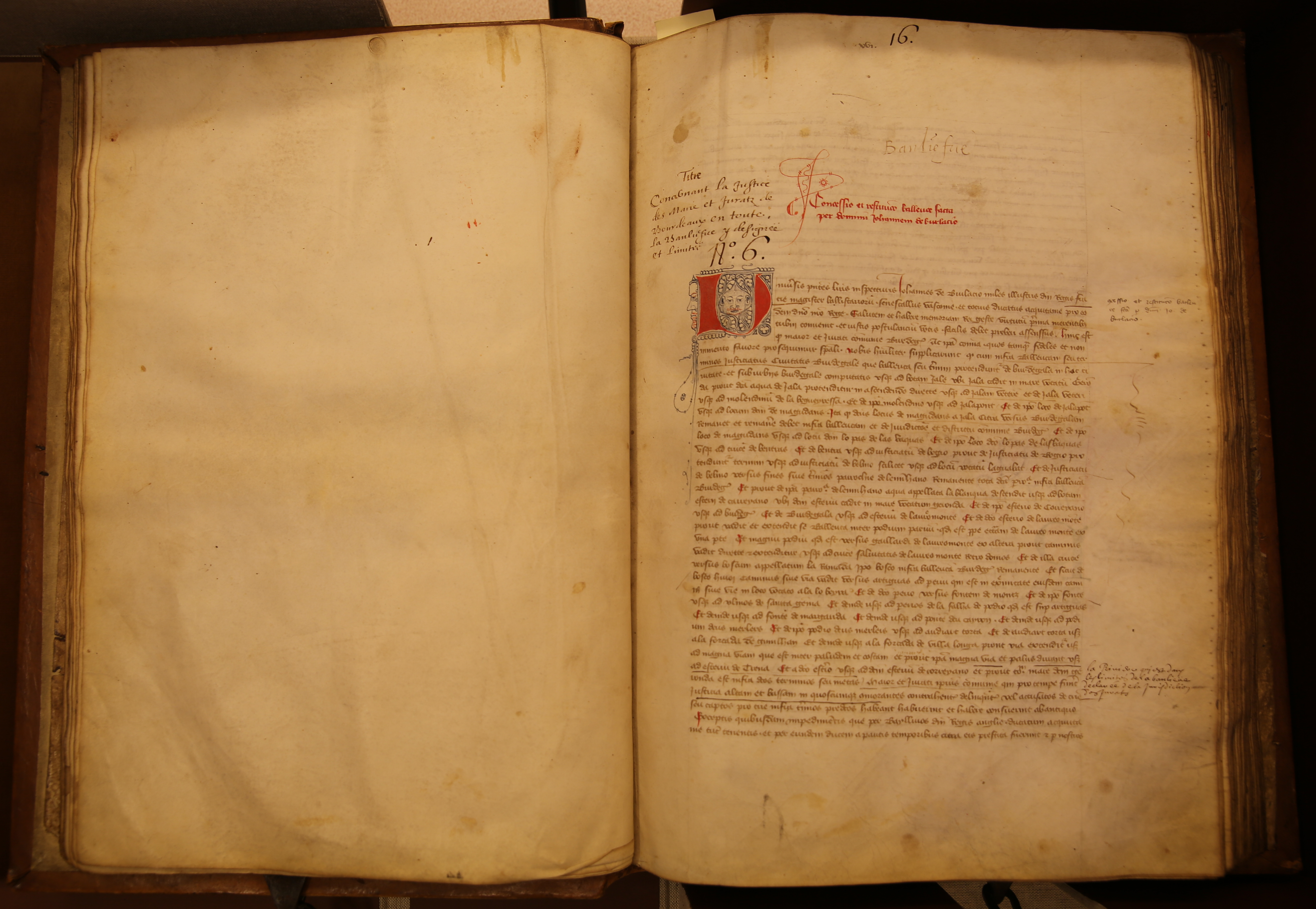
Texte en latin, p 16.
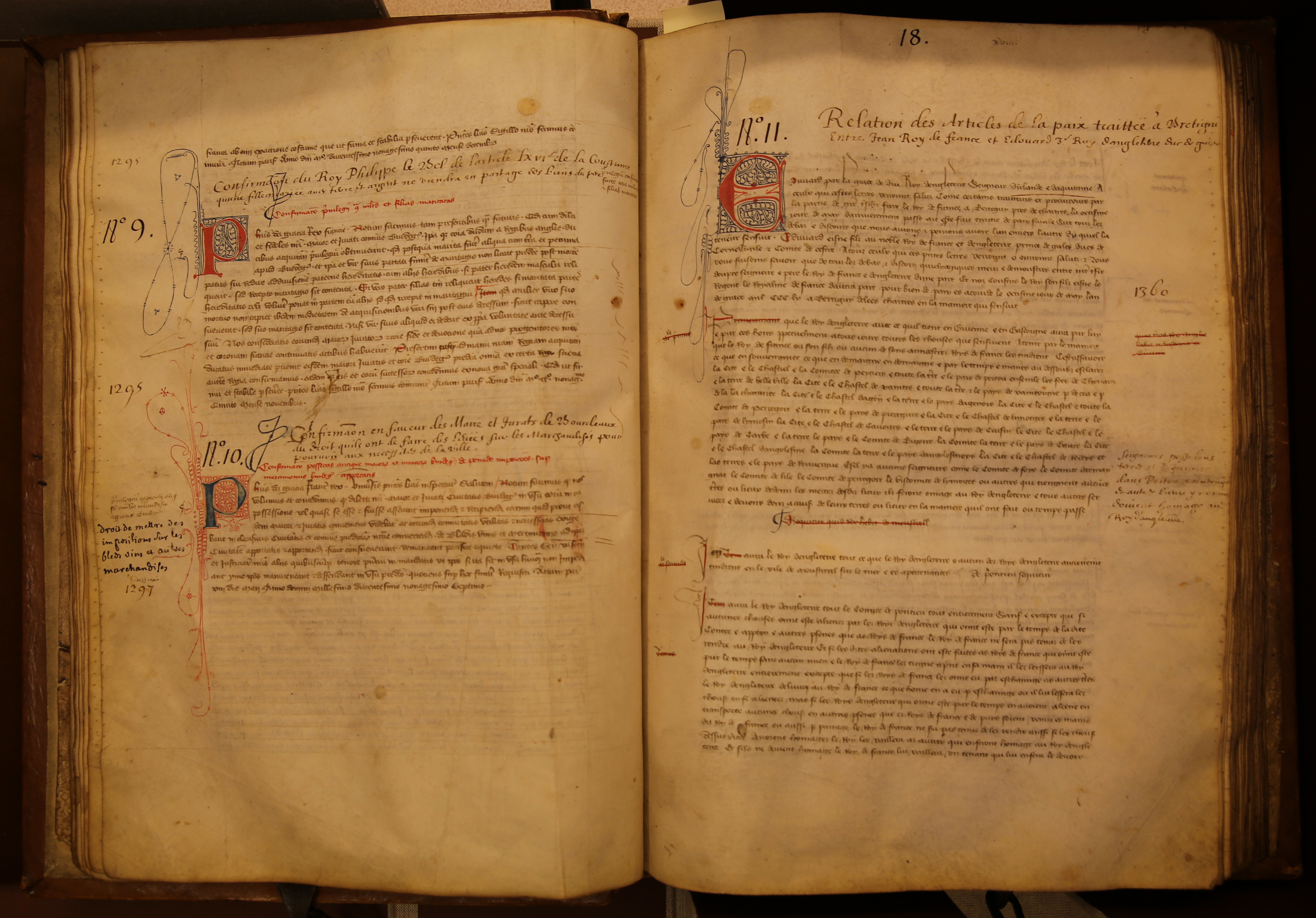
Paix traitée à Brétigny,p 18.
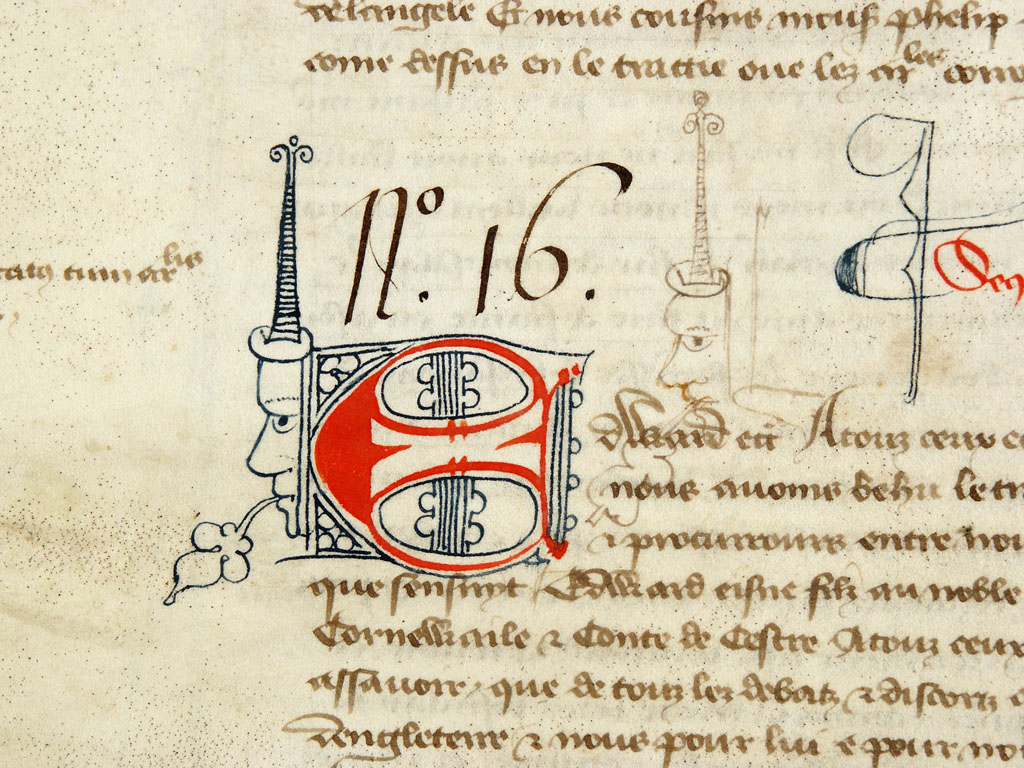
Détail d'une initiale.
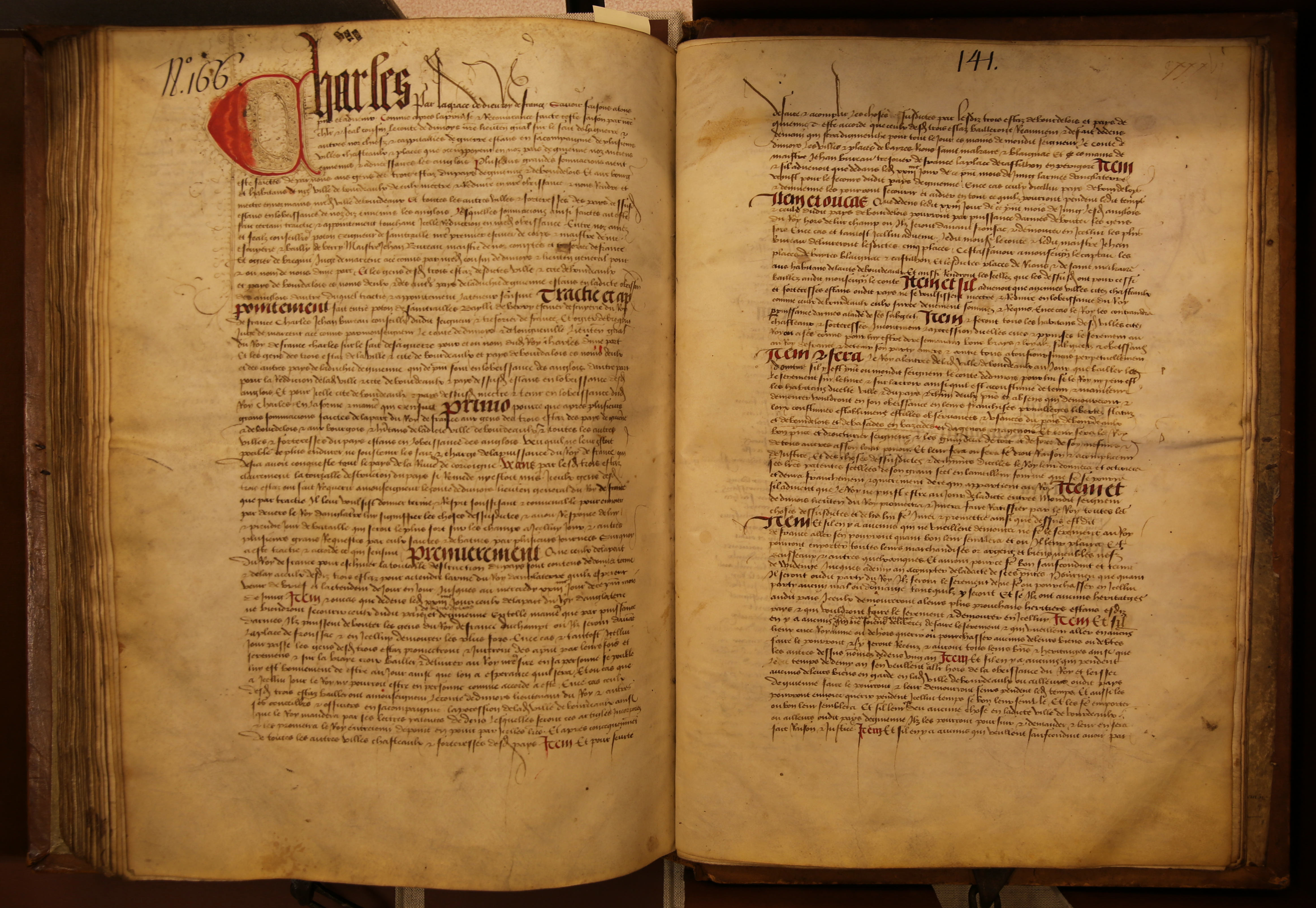
Texte en français, p 141.
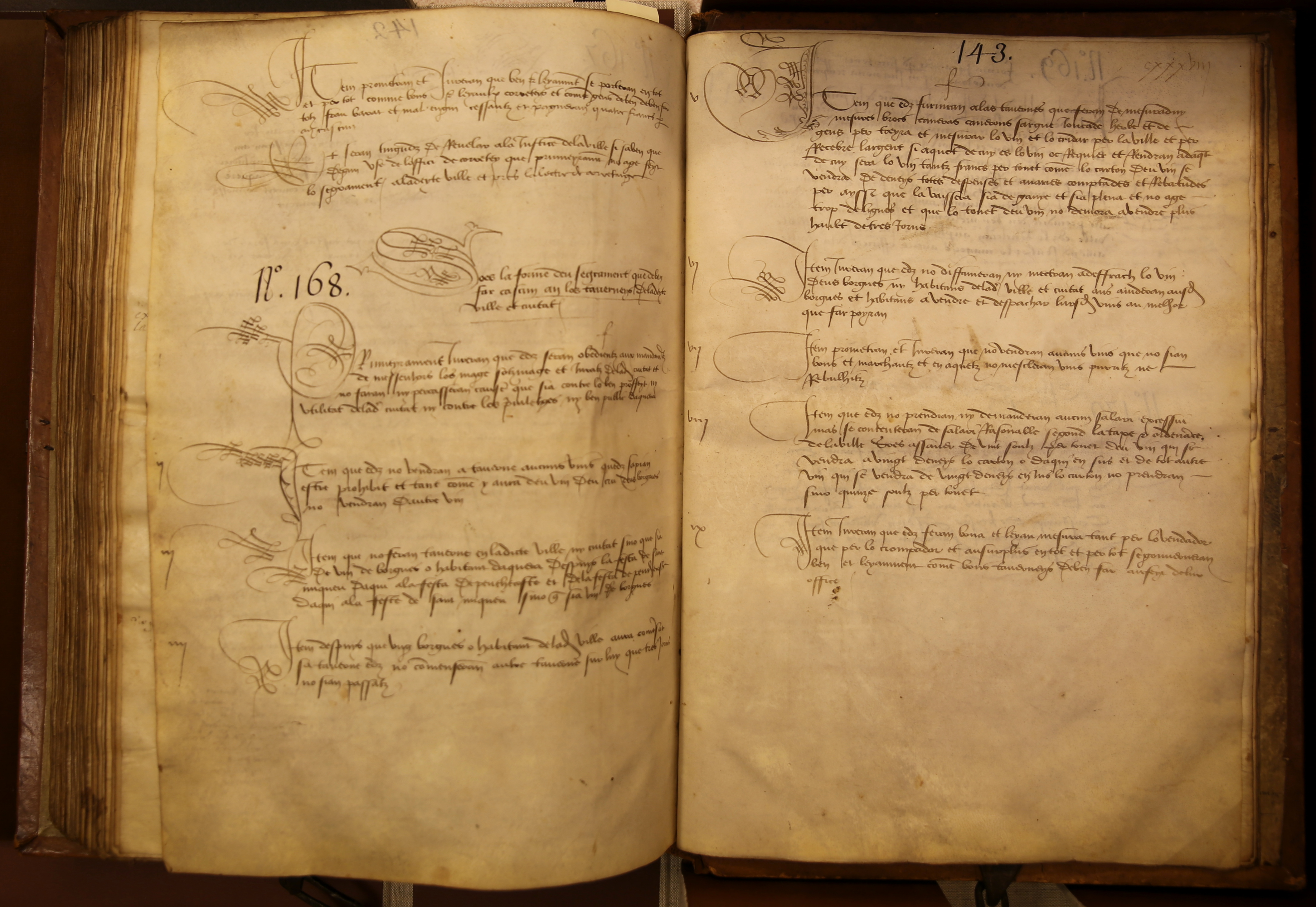
Texte en gascon, p 143.

## Sources et références
- Site des Archives de Bordeaux Métropole
- Consulter la version numérisé du livre de la Bibliothèque Cujas